# Брисси-Амежикур
Брисси-Амежику́р (фр. Brissy-Hamégicourt) — коммуна во Франции, находится в регионе Пикардия. Департамент коммуны — Эна. Входит в состав кантона Рибмон. Округ коммуны — Сен-Кантен.
Код INSEE коммуны — 02124.

## Население
Население коммуны на 2010 год составляло 639 человек.
| 1962 | 1968 | 1975 | 1982 | 1990 | 1999 | 2010 |
| ---- | ---- | ---- | ---- | ---- | ---- | ---- |
| 805  | 814  | 741  | 726  | 715  | 626  | 639  |

## Экономика
В 2010 году среди 414 человек трудоспособного возраста (15—64 лет) 282 были экономически активными, 132 — неактивными (показатель активности — 68,1 %, в 1999 году было 71,6 %). Из 282 активных жителей работали 256 человек (145 мужчин и 111 женщин), безработных было 26 (8 мужчин и 18 женщин). Среди 132 неактивных 31 человек были учениками или студентами, 56 — пенсионерами, 45 были неактивными по другим причинам.